# 森白甫
森 白甫（もり はくほ、1898年7月6日 - 1980年5月27日）は、日本画家、日本芸術院会員。
東京市浅草区生まれ。1916年（大正5年）荒木十畝に師事。帝国美術院展覧会に出品し、1931年（昭和6年）に特選を受賞後、
1933年（昭和8年）にも「池心洋々」で特選を受賞した。
1938年（昭和13年）文部省美術展覧会審査員、1946年（昭和21年）日本美術展覧会審査員、1950年（昭和25年）多摩美術大学教授、日本美術展覧会運営会参事、1958年日本芸術院賞受賞、日本美術展覧会評議員、1971年（昭和46年）同理事、1976年（昭和51年）勲四等旭日小綬章。1978年（昭和53年）日本芸術院会員。

## 作品

### 図書
- 『日本画の新技法』（著書）小笠原書房 1947年
- 『現代日本画家評伝 第6篇 森白甫』川路柳虹、芳川赳 豊国社 1941年
- 『現代名家素描集 第2輯 森白甫自選 鳥類篇』芸艸堂 1940年

### 紙本・着色
- 「魚と貝」1954年、練馬区立美術館収蔵[3]
- 「夕紅」1953年、練馬区立美術館収蔵[3]